# Moritz Mildner
Moritz Mildner (* 6. November 1812 in Türmitz, Königreich Böhmen, Kaisertum Österreich; † 4. Dezember 1865 in Prag) war ein böhmischer Violinist, Orchesterleiter und Leiter des Prager Konservatoriums. Er bildete viele Geiger aus.

## Leben und Wirken
Moritz Mildner wurde zuerst von seinem Vater im Geigenspiel unterrichtet. Seit 1822 erhielt er im Prager Konservatorium Musikunterricht unter anderem bei dem Direktor Friedrich Wilhelm Pixis.
1843 wurde er dessen Nachfolger, und  Orchesterleiter am Deutschen Landestheater. Er spielte auch im Prager Streichquartett als Primarius.
Moritz Mildner bildete viele Geiger am Konservatorium aus, von denen einige bekannter wurden, wie Anton Bennewitz (der später sein Kollege wurde), Ferdinand Laub, Ludwig Slansky, Johann Ackermann, Jan Hřímalý, Karl Komzák, Florián Zajíc, Jan Ondříček, Franz Rezek, sowie Nemetz (später in Russland), Schuster (Königsberg), Julius Grunewald (Berlin), Johann Anger (Warschau), Adolph Kökert (Genf), Paulus (Rotterdam), Herner (Rendsburg), Wilhelm Labitzky (USA), Ludwig und Adolph Hrimaly, Stabler (St. Petersburg), Vasiliev/Wassiljew (Russland), Sitt (Meiningen), die Geschwister Brousil, die Schwestern Treska    und viele andere.
Von Moritz Mildner sind einige Komposition gedruckt worden, davon einzelne auch in Neudrucken.
Der Musikkritiker Ferdinand Laurencin lobte seine umfassende Bildung.

„Mildner war einer der wenigen Musiker älteren Schlages, denen frühzeitig der Zug und Drang unserer Gegenwart nach allgemeiner harmonischer Durchbildung des Kunstmenschen zum Manne der Wissenschaft und Weltbildung klar geworden war. In Folge dieses Dranges und Erkennens blieb Mildner kein irgend bedeutendes Werk deutscher und fremdländischer Zunge unbekannt. Er war ein Mann umfassender Belesenheit, feinster socialer Bildung, und ebenso glücklicher und geistvoller Darstellungsgabe als Redner und Lehrer, wie als Interpret musikalischer Werke.  (...)“